# Ejgayehu Taye
Ejgayehu Taye, född 10 februari 2000, är en etiopisk friidrottare som tävlar i långdistanslöpning.

## Karriär
Taye tog brons på 3 000 meter vid VM 2022 inomhus och vid VM 2023 i Budapest tog hon brons på 10 000 meter.